# كريبديات
الكريبديات (الاسم العلمي: Carybdeida) هي رتبة من قناديل البحر المكعبة تتبع شعيبة المكعبيات من شعبة اللاسعات.

## فصائل
- الكاروكية